# Гейвард (Міссурі)
Гейвард (англ. Hayward) — переписна місцевість (CDP) в США, в окрузі Пеміскот штату Міссурі. Населення — 93 особи (2020).

## Географія
Гейвард розташований за координатами 36°23′46″ пн. ш. 89°40′0″ зх. д. / 36.39611° пн. ш. 89.66667° зх. д. (36.395974, -89.666796).  За даними Бюро перепису населення США в 2010 році переписна місцевість мала площу 0,66 км², уся площа — суходіл.

## Демографія
Згідно з переписом 2010 року, у переписній місцевості мешкала 131 особа в 49 домогосподарствах у складі 39 родин. Густота населення становила 200 осіб/км².  Було 56 помешкань (85/км²).
Расовий склад населення:
| - 99,2 % — білих |

До двох чи більше рас належало 0,8 %. Частка іспаномовних становила 0,0 % від усіх жителів.
За віковим діапазоном населення розподілялося таким чином: 24,4 % — особи молодші 18 років, 64,1 % — особи у віці 18—64 років, 11,5 % — особи у віці 65 років та старші. Медіана віку мешканця становила 38,5 року. На 100 осіб жіночої статі у переписній місцевості припадало 87,1 чоловіків;  на 100 жінок у віці від 18 років та старших — 83,3 чоловіків також старших 18 років.
За межею бідності перебувало 36,4 % осіб, у тому числі 47,9 % дітей у віці до 18 років та 0,0 % осіб у віці 65 років та старших.
Цивільне працевлаштоване населення становило 57 осіб. Основні галузі зайнятості: виробництво — 33,3 %, освіта, охорона здоров'я та соціальна допомога — 19,3 %, транспорт — 10,5 %, публічна адміністрація — 10,5 %.